# Centro Nazionale Sportivo Libertas
Il Centro Nazionale Sportivo Libertas è un ente di promozione sportiva formalmente costituitosi riconosciuto dal CONI.
Lo scopo principale è la diffusione dell'attività fisica-sportiva sia a livello amatoriale che agonistico. Oltre all'organizzazione di manifestazioni promozionali, il C.N.S. Libertas organizza corsi di formazione, convegni e seminari di approfondimento scientifico sulle maggiori discipline sportive e sulla medicina sportiva.

## Storia
È nato nel 1945 su iniziativa dell'allora presidente del Consiglio, il democristiano Alcide De Gasperi. Costituitosi in associazione nel 1975, viene riconosciuto dal CONI con delibera del 24 Giugno 1976. Il C.N.S. Libertas viene riconosciuto dal Ministero dell’Interno con il decreto del 27 Dicembre 1979 quale Ente Nazionale con carattere assistenziale.

## Attività
Il centro è attivo anche nell'ambito del volontariato, della promozione turistica e dell'assistenza previdenziale contando attualmente 880.000 tesserati in 9000 associazioni.
Negli ultimi anni la pratica sportiva ha ritrovato il suo ruolo culturale, la sua valenza formativa e sociale, tornando ad essere una leva di coscienza civile e di Welfare. L'Europa ha ridefinito anche la dimensione economica dello sport come centrale nella crescita e nella creazione di posti di lavoro così come la sua riorganizzazione in termini istituzionali.
La Libertas è un'Associazione di Promozione Sociale e Rete Associativa, iscritta nelle relative sezioni del RUNTS in conformità del D. Lgs. n. 117 del 3 luglio 2017 e successive modifiche ed integrazioni. 
La Rete Associativa è una particolare categoria di Ente di Terzo Settore, disciplinata dall’art. 41 del d.lgs. 117/2017 (Codice del Terzo Settore), e può:
- Monitorare l'attività degli enti ad esse associati, eventualmente anche con riguardo al suo impatto sociale, e predisposizione di una relazione annuale al Consiglio nazionale del Terzo settore
- Occuparsi della promozione e sviluppo delle attività di controllo, anche sotto forma di autocontrollo e di assistenza tecnica nei confronti degli enti associati
- Promuovere partenariati e protocolli di intesa con le pubbliche amministrazioni di cui all’articolo 1, comma 2, del decreto legislativo 30 marzo 2001, n. 165, e con soggetti privati

Il Centro Nazionale Sportivo Libertas APS è un ente apartitico, aconfessionale, a struttura democratica, costituito per il perseguimento, senza scopo di lucro, di finalità civiche, solidaristiche e di utilità sociale, in favore dei propri associati, di loro familiari o di terzi, mediante lo svolgimento, in via esclusiva o principale, delle seguenti attività di interesse generale, incluse nell’elenco di cui all’articolo 5, comma 1, del D. Lgs. n. 117/2017:
- organizzazione e gestione di attività sportive dilettantistiche;
- organizzazione e gestione di attività culturali, artistiche o ricreative di interesse sociale, incluse attività, anche editoriali, di promozione e diffusione della cultura e della pratica del volontariato e delle attività di interesse generale di cui al presente articolo;
- interventi e servizi finalizzati alla salvaguardia e al miglioramento delle condizioni dell’ambiente e all’utilizzazione accorta e razionale delle risorse naturali;
- attività culturali di interesse sociale con finalità educativa;
- organizzazione e gestione di attività turistiche di interesse sociale, culturale o religioso;
- interventi e servizi sociali ai sensi dell’articolo 1, commi 1 e 2, della legge 8 novembre 2000, n. 328, e successive modificazioni. Per “servizi sociali” si intendono tutte le attività relative alla predisposizione ed erogazione di servizi o di prestazioni economiche destinate a rimuovere e superare le situazioni di bisogno e di difficoltà che la persona umana incontra nel corso della sua vita, escluse soltanto quelle assicurate dal sistema previdenziale e da quello sanitario, nonché quelle assicurate in sede di amministrazione della giustizia;
- formazione extra-scolastica, finalizzata alla prevenzione della dispersione scolastica e al successo scolastico e formativo, alla prevenzione del bullismo e al contrasto della povertà educativa;
- servizi strumentali ad enti del Terzo settore resi da enti composti in misura non inferiore al settanta per cento da enti del Terzo settore;
- servizi finalizzati all’inserimento o al reinserimento nel mercato del lavoro dei lavoratori e delle persone di cui all’articolo 2, comma 4, del D. Lgs. 112/2017, di cui all’articolo 1, comma 2, lettera c), della legge 6 giugno 2016, n. 106;
- promozione e tutela dei diritti umani, civili, sociali e politici, della promozione delle pari opportunità e delle iniziative di aiuto reciproco;
- protezione civile, ai sensi della legge 24 febbraio 1992, n. 225, e successive modificazioni;

Le attività di interesse generale sono svolte in forma di azione volontaria o di erogazione gratuita di denaro, beni o servizi, di mutualità o di produzione di servizi.